# Hugo Wolf
Hugo Filipp Jakob Wolf (ur. 13 marca 1860 w Windischgrazu, zm. 22 lutego 1903 w Wiedniu) – austriacki kompozytor pochodzenia słoweńskiego.

## Życiorys
Jego rodzice byli narodowości słoweńskiej i nosili nazwisko Vouk (słń. wilk). Uczył się w Grazu, Sankt Paul im Lavanttal i Mariborze. W 1875 wstąpił do konserwatorium w Wiedniu, gdzie studiował grę fortepianową u Wilhelma Schennera oraz harmonię i kompozycję u Roberta Fuchsa i Franza Krenna.
Dzięki gronu przyjaciół i zwolenników jego sztuki, którzy zorganizowali szereg wieczorów kompozytorskich, występował w Wiedniu, Tybindze, Mannheim i Berlinie. 
W 1898 po powrocie z podróży po Włoszech i Austrii, usiłował popełnić samobójstwo. Wobec postępującej choroby został umieszczony w zakładzie dla umysłowo chorych pod Wiedniem, gdzie zmarł 22 lutego 1903. Pochowany na Cmentarzu Centralnym w Wiedniu.

## Twórczość
Komponował głównie pieśni (ok. 300). W latach 1889–1890 opublikował cykle pieśni do słów poetów Eduarda Mörikego, Josepha Eichendorffa i J.W. Goethego. Napisał także opery Der Corregidor (1896) i niedokończoną Manuel Venegas (1897), muzykę do dramatu H. Ibsena oraz muzykę instrumentalną. 
Pieśni Wolfa charakteryzuje budowa przekomponowana (treść muzyczna podąża za tekstem słownym) oraz bardzo znacząca rola fortepianu, posiadającego znaczenie równorzędne z głosem. Hugo Wolf był pod wielkim wpływem Richarda Wagnera oraz Gustava Mahlera. Był jednym z najwybitniejszych kompozytorów pieśni, w których – dzięki wprowadzeniu nowych środków ekspresji – po mistrzowsku zestrajał warstwę poetycką z brzmieniową.